# Mândra
Mândra è un comune della Romania di 2961 abitanti, ubicato nel distretto di Brașov, nella regione storica della Transilvania.
Il comune è formato dall'unione di 5 villaggi: Ileni, Mândra, Râușor, Șona, Toderița.